# あなた色
「あなた色」（あなたいろ）は、小松未歩の25枚目のシングル。2005年8月17日にGIZA studioより発売された。規格品番はGZCA-4048。

## 概要
- 「あなた色」と「したたかに しなやかに」では古井弘人、「向日葵の小径」では岡本仁志と、GARNET CROWの男性メンバー陣をアレンジャーに迎えた作品である。
- 「向日葵の小径」は、もともとは22ndシングル「砂のしろ」発表の初期の頃にカップリングとして収録される予定であったが収録見送りになり、その約1年後に本作品のカップリングとして収録された。

## 収録曲
全作詞・作曲／小松未歩
1. あなた色　編曲:古井弘人
日本テレビ映画番組『映画天国 チネ★パラ』グランドオープニングテーマ
出版者:日本テレビ音楽
2. 向日葵の小径　編曲:岡本仁志
出版者:ギザミュージック
3. したたかに しなやかに　編曲:古井弘人
出版者:ギザミュージック
4. あなた色 <Instrumental>

## 収録アルバム
- 『小松未歩 8 〜a piece of cake〜』(#1,2)
- 『小松未歩 ベスト 〜once more〜』(#1)